# Bertí
Bertí és un antic poble rural del terme de municipal de Sant Quirze Safaja, pertanyent a la comarca del Moianès.
Està situat en el sector oriental del terme municipal de Sant Quirze Safaja, a prop del límit amb Bigues i Riells, el Figueró i Sant Martí de Centelles, en l'àmbit del poble rural de Sant Miquel Sesperxes. Constitueix tota la plataforma superior dels Cingles de Bertí.
Formen part d'aquest poble, a part de l'església de Sant Pere de Bertí i la rectoria propera, les masies de Bernils, Can Borra, Can Canel·la, Can Carrau, la Casanova, la Caseta, el Clascar, Ca l'Escolà, Ca l'Esmolet, la Feu, Cal Magre, Cal Mestret, Can Niolda, l'Onyó, Puigciró, Cal Quitzo, Cal Regàs, Can Rellamat, Can Rombella, Cal Rosso, Can Saloma, la Serra, el Soler de Bertí, el Sot del Grau, el Traver, l'Ullar i Can Volant.
Pascual Madoz parla breument de Berti (San Pedro de) en el seu Diccionario geográfico… del 1845. S'hi refereix dient que està situat en una zona aspra i muntanyosa, combatuda per tots els vents, especialment el del nord. El clima era frígid, però sa. Comptava amb quinze cases, a més de l'església parroquial de Sant Pere. El terreny era de mitjana qualitat, quasi tot cobert de pins, alzines i alguns roures. Travessen el terme el camí de Vic i d'altres, tots en molt mal estat. S'hi produïa blat, blat de moro, patates i vi de baixa qualitat. Se n'extreia carbó, que es venia a Granollers, Caldes de Montbui i altres pobles, essent aquest el seu únic comerç. Tenia 18 veïns (caps de casa) i 88 ànimes (habitants).
Hi ha dos camins d'accés a Sant Pere de Bertí, centre del poble rural de Bertí. El primer, denominat en el primer tram Camí de Sant Miquel del Fai, és una carretera asfaltada que surt del punt quilomètric 7 de la carretera C-1413b, a Can Sants. Des d'aquest lloc, el camí, després d'un revolt inicial, emprèn cap al sud, fent nombroses girades per anar resseguint les valls i cingles per on passa, i en 2,4 quilòmetres arriba a llevant de la masia de Cabanyals. 300 metres al sud d'aquesta masia, a l'extrem meridional dels Camps de Cabanyals, just al nord de Roca Gironella, una pista surt cap al sud-est, travessa sobre la Cascada de Roca Gironella, i va a buscar el límit nord de la Feu del Torres, des d'on segueix la direcció de llevant, deixa al nord les restes de Cal Quitzo, passa pel Sot de les Taules, al qual fa tota la volta, i en 2,9 quilòmetres arriba al costat sud-oest de la masia del Soler de Bertí. En aquest lloc troba cap a llevant una altra pista, per la qual passa per l'extrem sud-oest del Serrat del Soler, va a buscar el Sot de Bernils, al qual fa tota la volta, passa al sud del Serrat de Querós i al nord del Sot de Querós, passa pels Camps de Cal Magre i en 2,4 quilòmetres més arriba a Cal Magre i a Sant Pere de Bertí. Són, en total, 8 quilòmetres de recorregut per una pista rural en bon estat.
El segon, anomenat Camí de Sant Pere de Bertí, arrenca de Sant Miquel Sesperxes, en el terme de Sant Martí de Centelles. Des d'aquesta església parroquial, cal continuar cap al sud fins al capdavall de la urbanització que hi ha en aquell lloc, al Pla de Sant Miquel. Al final del darrer carrer asfaltat, surt una pista rural cap al sud, generalment en bon estat, que passa a prop i a ponent de Can Benetó i en uns 500 metres arriba al Collet de Can Borla. En aquest lloc, cruïlla de camins, cal seguir el trencall que s'adreça al sud-est, pel qual en uns 650 metres més s'arriba a una altra cruïlla de camins, a Coll de Gasents. Cal seguir el camí del sud-est, i en 800 metres més s'arriba a l'oest de la masia de Bellavista Vella. Continuant pel mateix camí, que ara emprèn cap al sud-oest, però va fent nombrosos retombs per resseguir els caps de vall pels quals discorre, al cap d'un quilòmetre arriba a ponent de les restes de Can Rombella. Encara cap al sud-oest, on se situa al capdamunt dels Cingles de Bertí. Al cap de 200 metres arriba a les ruïnes de Cal Rosso, després de les quals el camí va dret cap al sud, resseguint el vessant de llevant del Serrat de les Escorces, i en 600 metres arriba al costat oest de Can Volant. En 450 metres més ateny l'Escletxot de Can Volant, després del qual torç cap al sud-oest. Després de 400 metres, el camí arriba al costat de llevant de les ruïnes de Ca l'Esmolet, des d'on el camí acaba d'arribar, en 1 quilòmetre més, a Sant Pere de Bertí després de travessar els Camps de Ca l'Esmolet, abans dels quals el camí fa una girada completa, de sud-oest cap a nord-oest, tot fent una marrada pel costat nord de l'església de Sant Pere. En total, són uns 4 quilòmetres de recorregut.
Diversos camins solquen el terme de Bertí, enllaçant Cal Magre i Sant Pere de Bertí amb les masies que formen part d'aquesta parròquia. Entre ells cal destacar el Camí de l'Ullar, que uneix la masia de l'Ullar amb el petit nucli del poble.